# Sallapadan
Sallapadan é um município de  quinta classe de renda municipal (d) na província Abra, nas Filipinas. De acordo com o censo de 1 de maio  de  2020 possui uma população de 6 389 pessoas e 1 464 domicílios.